# دليجان
دليجان (بالفارسية: دلیجان) هي مدينة تقع في إيران في البلدة المركزية. يقدر عدد سكانها بـ 31,852 نسمة .